# Os Três Mosqueteiros Trapalhões
Os Três Mosquiteiros Trapalhões é um filme brasileiro de 1980, do gênero comédia e aventura, dirigido por Adriano Stuart e estrelado pela trupe humorística Os Trapalhões. O filme teve locações em Foz do Iguaçu (Paraná), Manaus (Amazonas) e no Rio de Janeiro.

## Sinopse
Os Três Mosquiteiros  (Dedé Santana, Mussum e Zacarias) trabalham na casa da Sra. Ana Rocha Cerqueira Lima (Rosita Thomaz Lopes) e têm a difícil missão de ir a Foz do Iguaçu recuperar um colar de esmeraldas, que é a razão da fábrica de Sr. Luís estar em jogo, juntamente com Zé Galinha (Renato Aragão) um pobre que mora no galinheiro e que se oferece para ajudar. Ao chegar a Foz do Iguaçu, encontram o bandido, mas ele já havia vendido o colar para outro bandido em Manaus. Já na Amazônia, Zé Galinha pega algumas pedras, encontram o bandido, mas descobrem que ele também já havia vendido para outro bandido do Rio de Janeiro. Finalmente, no Rio de Janeiro, encontram o bandido, recuperam o colar e acabam descobrindo que as pedras que Zé Galinha pegou eram na verdade diamantes.
O titulo correto é '''Os Três Mosquiteiros Trapalhões" já que os personagens de Dedé Santana, Zacarias e Mussum são jardineiros da casa da Sra. Ana Rocha e o personagem de Renato Aragão é o cuidador do galinheiro. O nome " Mosquiteiro" é também um trocadilho com o nome "Mosqueteiro" no qual Os Trapalhões se tornam imitando o clássico de Alexandre Dumas Filho

## Elenco
- Renato Aragão como  Zé Galinha
- Dedé Santana como Dedé
- Mussum como Mussum
- Zacarias como Zacarias
- Pedro Aguinaga como  Duque
- Sílvia Salgado como  Fernanda Rocha Cerqueira Lima
- Rosita Thomaz Lopes como dona Ana Rocha Cerqueira Lima
- Jorge Cherques como  dr. Luís Rocha Cerqueira Lima
- Denny Perrier como Richet
- Edgard Franco como  Turcão
- Carlos Kurt como Chico Alemão
- Milton Villar como Foca
- Amauri Guarilha
- Gladstone Arantes
- Bonifácio
- Edson Farias

## Recepção
Robledo Milani publicou uma crítica para o Papo de Cinema escrevendo: "Apesar de seguir a fórmula básica tão explorada em longas anteriores do grupo, de pegar textos renomados e adaptá-los para as suas aventuras de sempre, o que se percebe nesse longa é algo um pouco mais elaborado, porém atendendo a anseios que vão além do mero entretenimento. E pode ser aí a fonte dos seus problemas. (...) Os Três Mosquiteiros Trapalhões é um filme de 1980, época em que a Ditadura Militar começava a dar sinais cada vez mais evidentes de esgotamento. (...) Para acalmar os ânimos e divulgar as coisas boas que temos à nossa disposição, a Embratur surge como principal patrocinadora do filme, não só para alertar a difícil situação daquele momento, como também para alardear pontos turísticos nacionais. (...) Dessa forma, é assim que Os Três Mosquiteiros Trapalhões merece ser visto hoje em dia: como uma legítima peça de propaganda institucional do governo."